# 石瓚
石瓚（15世紀—16世紀），字大器，山西汾州府介休縣人，明朝政治人物。

## 生平
石瓚是弘治五年（1492年）壬子科山西鄉試舉人，授羅山知縣，為政清明仁恕，曾拿出糧倉糧食賑濟飢民，又上表免去河夫，每年省下千金；當時流賊趙六、趙風子在河南肆虐，他固守羅山城池，披著甲胄迎接賊人時中了一箭，自行拔下說：「你善射，我善接！」同時率眾還擊，親手殺死數十人，賊人退下，使得羅山保全，士民稱頌說：「石公的心，就像公的姓名。」其城稱「石公城」。知府得知石瓚招集流民、減輕稅賦，對羅山人民說：「你們像天堂上的百姓啊！」並奏請讓他陞俸一級，仍管縣事，後來湖廣流賊騷動，河南撫按以其名望派遣他去剿撫，他就擒拿對方首領開示禍福，餘黨因而解散，陞山東萊州府通判，因母親去世回鄉，故此不再出仕，入祀羅山名宦祠。

## 引用
1. 1 2  嘉慶《介休縣志·卷九·人物》：石瓚，字大器，弘治壬子鄉舉，授羅山知縣，清慎公明、仁恕才辨，發倉賑饑民、申免河夫，歲省費千金；時值流賊趙六、趙風子分寇河南，瓚誓眾固守，賊薄城下，躬環甲胄，對敵面中一矢，自拔去執矢曰：「爾善射，我善接！」賊少卻，勇氣愈倍，率眾擊之，手刃數十人，賊遂退，羅城得全，士民稱曰：「石公之心，如公之姓名。」其城曰「石公城」。因招集流民，時使薄歛，知府謂羅民曰：「汝等天堂上百姓耶！」奏請陞俸一級，仍管縣事；後湖廣賊騷動，中州撫按因夙望命往勦撫，立獲渠魁開示禍福，餘黨解散，陞山東萊州府通判，以內艱歸，遂不復仕，祀羅山名宦。
2. ↑  乾隆《羅山縣志·卷五·官師志》：□【石】瓚，字大器，山西介休人，舉人。正德六年任知□【縣】，□【時】流賊猖獗，所至城多陷，公知兵，以軍法嚴兵□□，與賊敵面中一矢拔去，益鼓兵擊之，自是□□□□□□□，賊遂退，羅城□保，士民稱曰□□□□□□□□□□其城曰「石公城」。□□□□□，石公實有□。